# IT断食
IT断食（アイティーだんじき）とは、経営戦略の一部として使用してきた情報技術(IT)の使い方や関わり方を見直すことにより業務改善を図ること。

## 概略
大量の電子メールの閲覧やプレゼンテーションソフトウェアを駆使したプレゼンテーション資料の作成などに業務時間が割かれるなど、業務効率向上のために導入したITによりかえって作業効率が落ちているとの考えから、業務を進める上でITの使い方、関わり方を考え直し、作業効率をあげていくという考え方。
2019年に、IT企業のドリーム・アーツが11月9日を「IT断食の日」に制定。ITが不可欠になった現代だからこそ過度なIT利用に歯止めをかけ、ITの使い方を見直すことで「良質なアナログ時間」を、日本企業の競争力の源である「協働（ともに働く）・協創（ともに創造する)」に振り向けることを目的としている。

## 参照
- 「IT断食」のすすめ - | 日経ブック&ビデオクラブ[リンク切れ]
- 「IT断食の日」 - | ドリーム・アーツ